# Yamaha Chip Controlled Shift
YCC-S staat voor: Yamaha Chip Controlled Shift.
Dit is een schakelsysteem van Yamaha-motorfietsen dat werd gepresenteerd op de FJR 1300 AS (2006).
Dit systeem is een semiautomatische versnellingsbak, waarbij de rijder echter nog steeds zelf bepaalt wanneer er wordt geschakeld. Schakelen gebeurt via elektrische schakelaars aan het stuur of via het normale pedaal, dat echter op zijn beurt ook weer elektrisch schakelt. Een handbediende koppeling ontbreekt, ontkoppelen gebeurt automatisch.